# Sandra Otto
Sandra Otto (* 12. September 1975) ist eine deutsche Badmintonspielerin. 

## Karriere
Sandra Otto gewann kurz vor der Wende bei DDR-Nachwuchsmeisterschaften mehrere Medaillen, darunter auch eine goldene 1990 im Damendoppel mit Anja Weber. Beim Silbernen Federball in Dresden-Gittersee war sie zwölfmal erfolgreich, bei den Sächsischen Badmintonmeisterschaften mehr als 20-mal. Ursprünglich für Zwenkau startend, wechselte sie später in die 2. Bundesliga zur SG Robur Zittau. Größter internationaler Erfolg war Platz drei bei den Belgian International 2001 im Damendoppel mit Susann Richter.